# Chirodropus palmatus
Chirodropus palmatus is een tropische kubuskwal uit de familie Chirodropidae. De kwal komt uit het geslacht Chirodropus. Chirodropus palmatus werd in 1880 voor het eerst wetenschappelijk beschreven door Haeckel. 